# Raó geomètrica
La raó geomètrica és la comparació de dues quantitats pel seu quocient.
 La raó indica quantes vegades conté una quantitat a l'altra.
Exemple: 18 ENTRE 6 és igual a 3 (18 conté tres vegades el 6); la seva raó geomètrica és 3.